# Nina Karpaczowa
Nina Iwaniwna Karpaczowa, ukr. Ніна Іванівна Карпачова (ur. 12 sierpnia 1957 w Ceadîr-Lunga) – ukraińska prawniczka i polityk, deputowana do Rady Najwyższej II i V kadencji, w latach 1998–2012 rzecznik praw obywatelskich.

## Życiorys
Ukończyła w 1979 studia prawnicze na Uniwersytecie Kijowskim, uzyskała stopień kandydata nauk prawnych. Pracowała m.in. w strukturach Komsomołu i lokalnym oddziale Komunistycznej Partii Ukrainy. Od początku lat 90. zawodowo związana z instytutami naukowymi, została wykładowczynią akademicką na Uniwersytecie Państwowym w Symferopolu (na stanowisku docenta), a także wiceprzewodniczącą jednego z ukraińskich zrzeszeń prawniczych.
W latach 1994–1998 sprawowała mandat deputowanej II kadencji. W kwietniu 1998 została powołana na przedstawiciela Rady Najwyższej ds. praw człowieka – pierwszego ukraińskiego rzecznika praw obywatelskich. W 2006 wybrana do Rady Najwyższej z drugiego miejsca listy krajowej Partii Regionów. Złożyła mandat w lutym 2007 w związku z ponownym wyborem na urząd ombudsmana, który sprawowała do kwietnia 2012. W czasie pełnienia tej funkcji magazyn „Fokus” umieszczał ją w pierwszej dziesiątce najbardziej wpływowych kobiet na Ukrainie.

## Odznaczenia
- Order „Za zasługi” II klasy[1]